# Amy
 For alternative betydninger, se Amy (flertydig). (Se også artikler, som begynder med Amy)
Amy er et pigenavn, der stammer fra fransk Amée og betyder "elsket". Navnet forekommer på dansk i en række varianter, blandt andet Aimée. I Danmark bærer lidt over 400 personer navnet Amy mens 25 bærer navnet Aimée ifølge Danmarks Statistik. I Frankrig har 1318 piger fået dette navn siden 1946 (2003). I 1921 blev 839 piger navngivet Aimée i Frankrig mod kun 30 i 2002. 

## Kendte personer med navnet
- Aimee Duffy, engelsk sanger kendt som Duffy.
- Amy Acker, amerikansk skuespiller
- Amy Adams, amerikansk skuespiller og lejlighedsvis sanger
- Amy Brenneman, amerikansk skuespiller
- Amy Bruckner, amerikansk skuespiller og sanger
- Amy Cimorelli, sanger
- Amy Carter, politisk aktivist
- Amy Dalby, britisk skuespillerinde
- Amy Davidson, amerikansk skuespiller
- Amy Diamond, svensk sangerinde
- Amy Dumas,  amerikansk sanger, pensioneret WWE professionel wrestler
- Amy Grant,  amerikansk kristen popsanger
- Amy Beth Hayes, britisk skuespillerinde
- Amy Heckerling (født 1954), amerikansk filminstruktør
- Amy Hempel (født 1951) amerikanske forfatter og journalist
- Amy Hennig, videospil instruktør og manuskriptforfatter
- Amy Hill (født 1953), amerikansk skuespiller
- Amy Holland (født 1953), amerikansk pop rock-sanger
- Amy Irving, amerikansk skuespiller
- Amy Lindsay, amerikansk skuespiller
- Amy Johnson, engelsk flyvepioner
- Amy Jo Johnson, amerikansk skuespiller, sanger-sangskriver og musiker
- Amy Klobuchar,  USA senator fra Minnesota
- Amy Lee, amerikansk sanger-sangskriver, pianist og forsanger i Evanescence
- Amy Lee (saxofonist), amerikansk musiker
- Amy Lowell, amerikansk digter
- Amy MacDonald, britiske sanger-sangskriver
- Amy Mainzer, amerikansk astronom
- Amy Millan,  canadisk sanger-sangskriver
- Amy Nuttall, britisk skuespiller og sanger
- Amy O'Neill,  amerikansk skuespiller / performer.
- Amy Phillips, britisk komiker
- Amy Poehler, amerikansk komiker og skuespiller
- Amy Ray, amerikansk sanger-sangskriver, halvdelen af Indigo Girls duo
- Amy Ryan, amerikansk skuespiller
- Amy Schumer, amerikansk komiker og skuespiller
- Amy Sedaris, amerikansk skuespiller, forfatter og komiker
- Amy Sky,  canadisk sanger-sangskriver, pladeproducer, teater skuespiller og tv-vært
- Amy Sloan, canadisk skuespiller
- Amy Smart, amerikansk skuespiller og Fashion model
- Amy Studt, britisk sanger-sangskriver
- Amy Tan, amerikansk forfatter
- Amy Veness, britisk skuespillerinde
- Amy Vermeulen, canadisk fodboldspiller
- Amy Walker,  amerikansk skuespiller og sanger
- Amy Weber,  amerikansk model, sanger, skuespiller, og tidligere WWE wrestler
- Amy Welborn, amerikansk forfatter
- Amy Williams (født 1982), britisk Olympic Skeleton mester
- Amy Winehouse (1983–2011), britisk sanger-sangskriver
- Amy Winfrey, amerikansk animator
- Amy Witting  (født 1918-2001), australsk forfatter
- Amy Wright (født 1950), amerikansk skuespiller
- Amy Yasbeck (født 1962), amerikansk skuespiller
- Amy Zegart (født 1967), amerikansk forfatter og akademiker
- Amy Zongo (født 1980), fransk atlet

## Navnet anvendt i fiktion
- Amys ret er en amerikansk tv-serie.
- "Amy" er en sang af og med Elton John.
- "If U Seek Amy" er en hitsang indspillet af Britney Spears.

## Film & TV
- Amy (film fra 1981), en Walt Disney Pictures live-action film
- Amy (film fra 1997), australsk film
- Amy (film fra 2013), horror film
- Amy (film fra 2015), en dokumentarfilm om sangeren Amy Winehouse